# Hylocomium splendens
Espèce
Hylocomium splendens, l'Hylocomie brillante, est une espèce de mousses vivaces et clonales de la famille des Hylocomiaceae. Cette espèce caractéristique des forêts boréales est largement représentée sur l'ensemble de l'hémisphère Nord.

## Noms vulgarisés
L'espèce est nommée « Hylocomie brillante » par les Belges francophones, « glanzend etagemos » par les Belges néerlandophones et « splendid feather moss » par les anglophones américains.

## Morphologie
Sa couleur évoque un vert olive mat, tendant parfois vers le vert jaunâtre ou rougeâtre, avec des tiges et branches rougeâtres.
Les branches atteignent souvent 20 cm, marquées par la croissance de l'année, à partir du milieu de la branche de l'année précédente.
Les frondes plumeuses se formant en plusieurs étapes, on peut estimer l'âge d'une plante en comptant les étapes - un nouveau niveau étant produit chaque année . Ce mode de croissance permet à l'espèce de « monter » sur d'autres mousses et surmonter les débris forestiers qui s'accumulent sur elle.
C'est une espèce d'ombre, poussant sur des sols acides à humus riche en bois en décomposition. Elle forme souvent des tapis vigoureux sur le dessus couvrant d'anciennes couches mortes ou mourantes Plus au sud, les plantes sont plus grandes avec plusieurs étapes visibles, alors qu'au nord (toundra), la plante est plus petite 

## Écologie
Bien que typique de la forêt boréale, cette mousse trouve plus au sud un habitat lui convenant en altitude, sur des sols forestiers. Au Canada, par exemple, selon C. Michael Hogan une situation climacique à Black Spruce/Feathermoss (épinette/bryophytes) est fréquente sous une canopée modérément dense
avec souvent des tapis de mousse incluant H. splendens,Pleurozium schreberi et Ptilium crista-Castrensis . Le système national de classification de la végétation au Royaume-Uni a nommé une de ses associations végétales (ref Pinewood community W18)  "Pinus sylvestris-Hylocomium splendens woodland" (Boisement à pins sylvestres et à Hylocomium splendes), montrant l'importance de cette mousse dans cet écosystème.
Une fois couverte de neige, elle contribue à isoler le sol du froid, permettant notamment l'activité de nombreux micromammifères sous la couche de neige où les renards, loups, lynx les recherchent pour s'en nourrir.
Elle protège aussi efficacement les sols de l'érosion hydrique par les fortes pluies.

## Distribution
Elle est très répandue, dans toutes les forêts boréales de l'hémisphère nord. Elle est communément trouvée en Europe, Russie, Alaska et au Canada, où elle est souvent l'espèce de mousse la plus abondante. Elle pousse aussi dans la zone péri-arctique de toundra et plus au sud à des altitudes plus élevées, par exemple, dans le Nord Californie, dans l'Ouest Sichuan, Afrique, Australie, Nouvelle-Zélande et l'Ouest de l'Inde. En Écosse, c'est une espèce caractéristique de la forêt calédonienne,,.

## Utilisations
L'espèce est commercialement exploitée comme élément de décor par les fleuristes ou pour des expositions florales. On en faisait des matelas pour entreposer les fruits en hiver. On l'utilise parfois encore pour la présentation des fruits et légumes.
Autrefois, elle a été utilisée en couche épaisse isolante sur le sol de terre battue (en Alaska et dans le nord du Canada) et elle est encore utilisée pour combler les espaces entre les rondins des cabanes de rondins.
Elle a des qualités anti-bactériennes et semble contenir des molécules antitumorales ,,

Hylocomium splendens
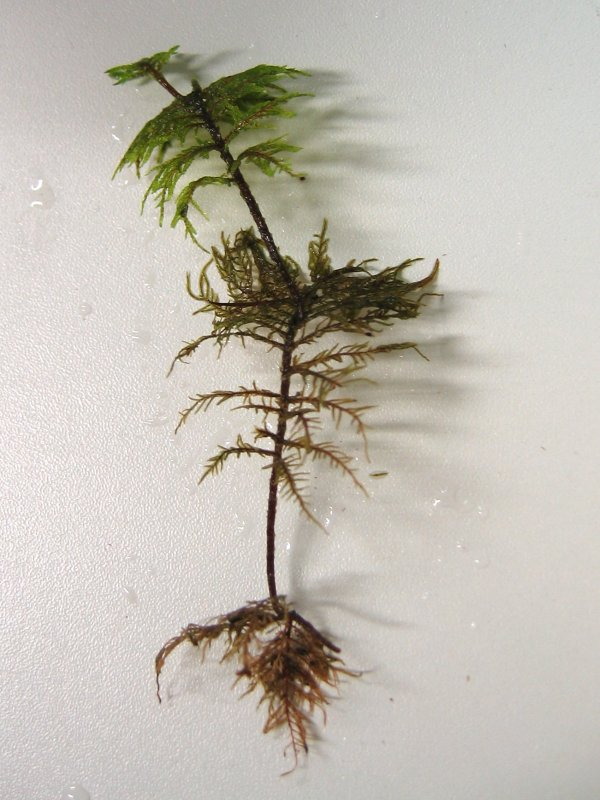
Spécimen de plusieurs années, avec structures en « plume » adaptées à la photosynthèse à l'ombre des arbres
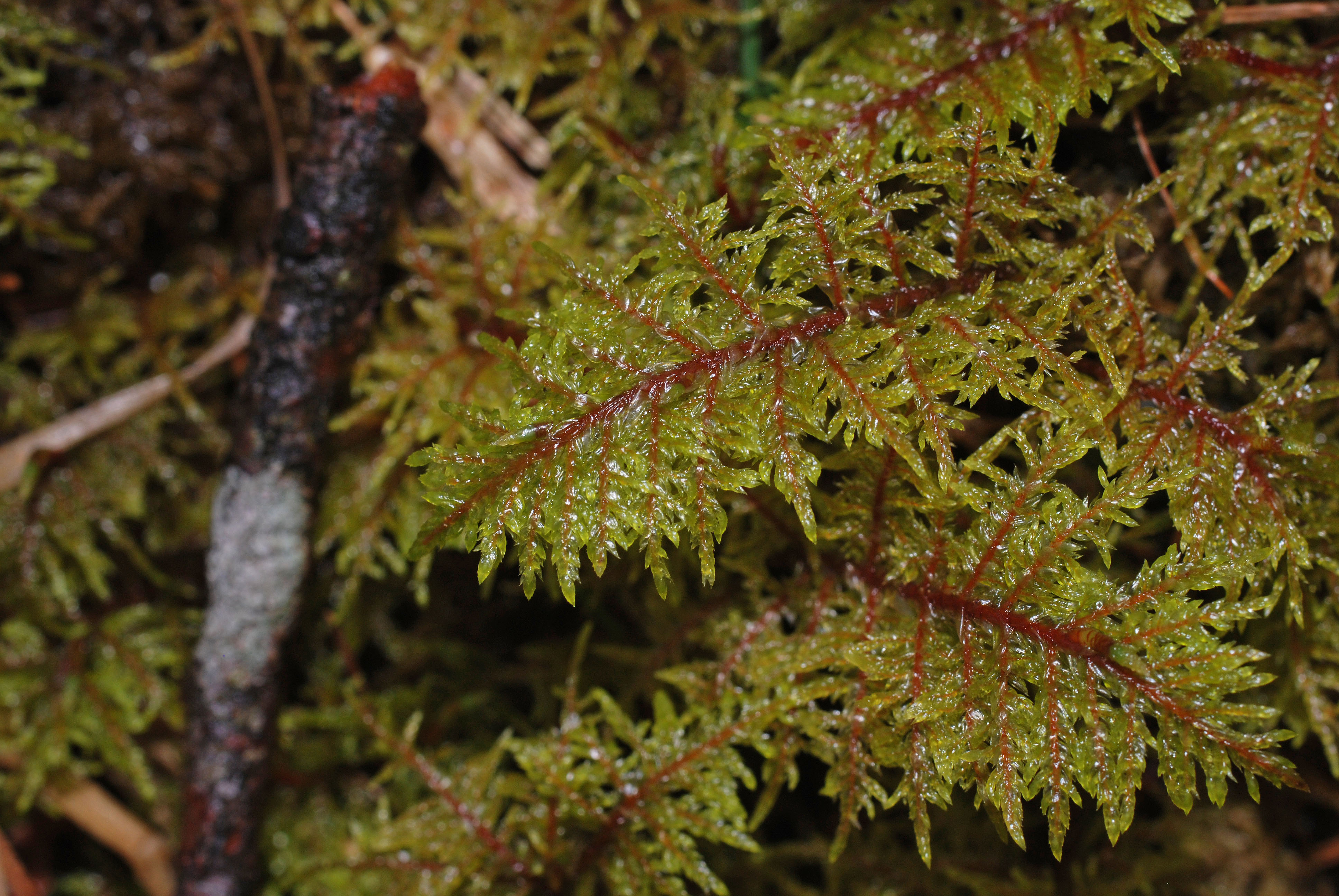
Tiges rougeâtres bien visibles
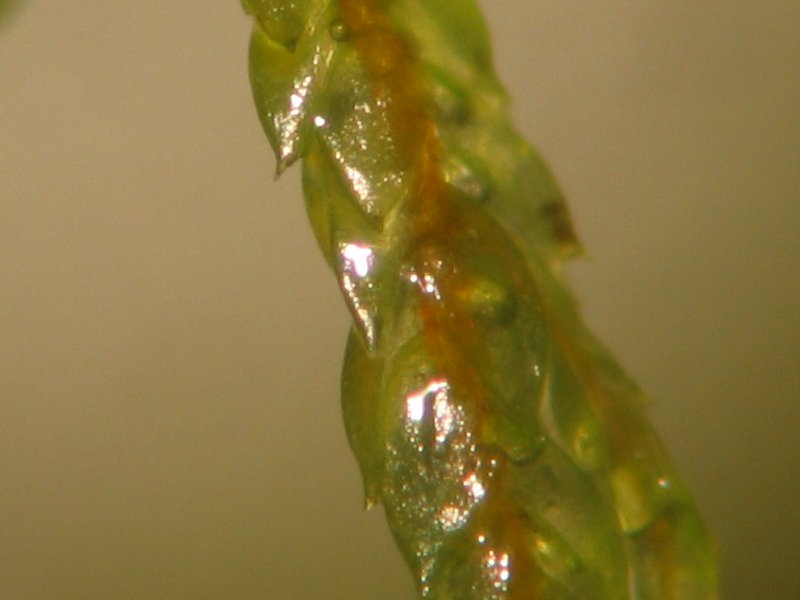
Détail
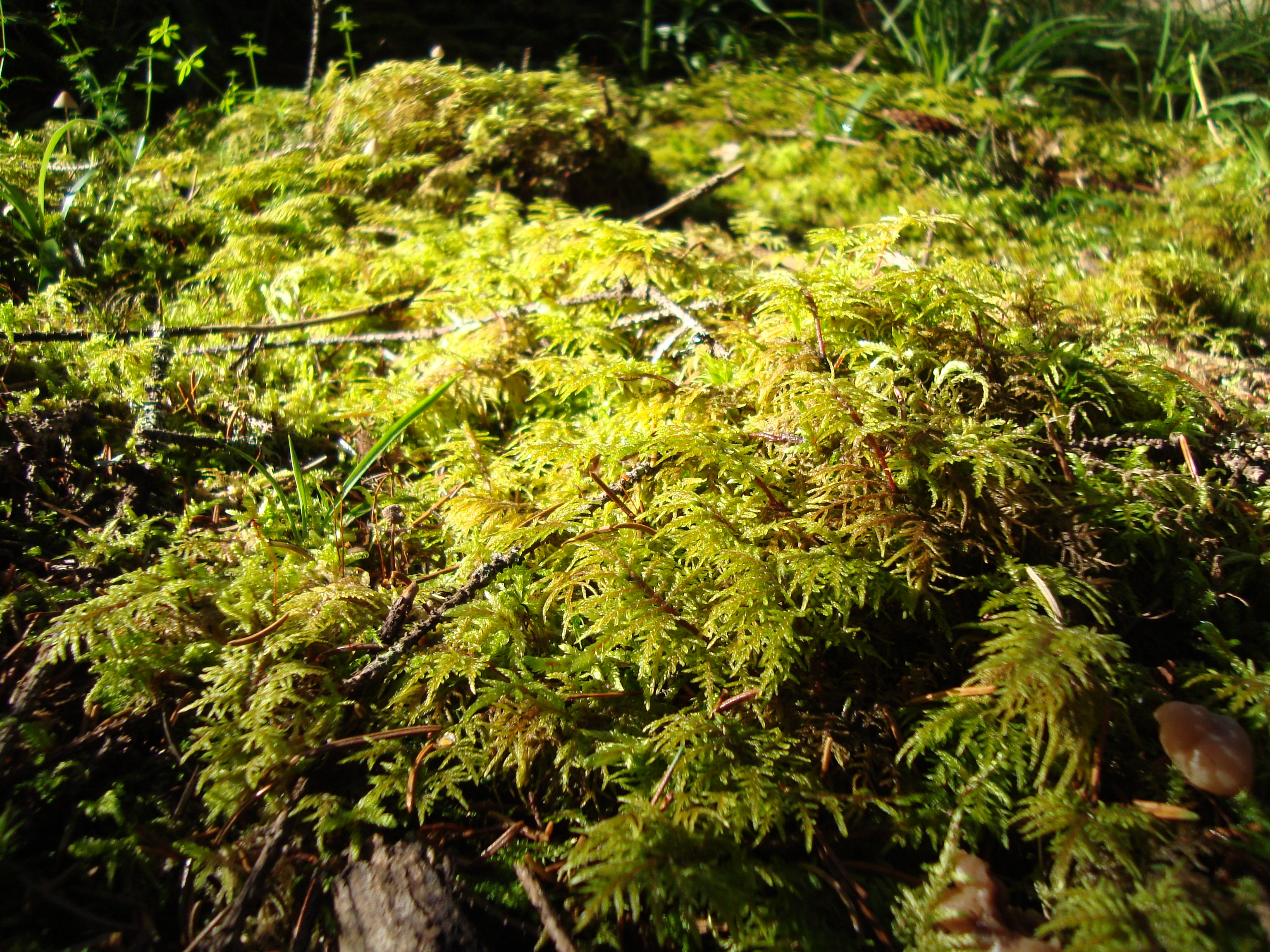
Tapis sur sol humique
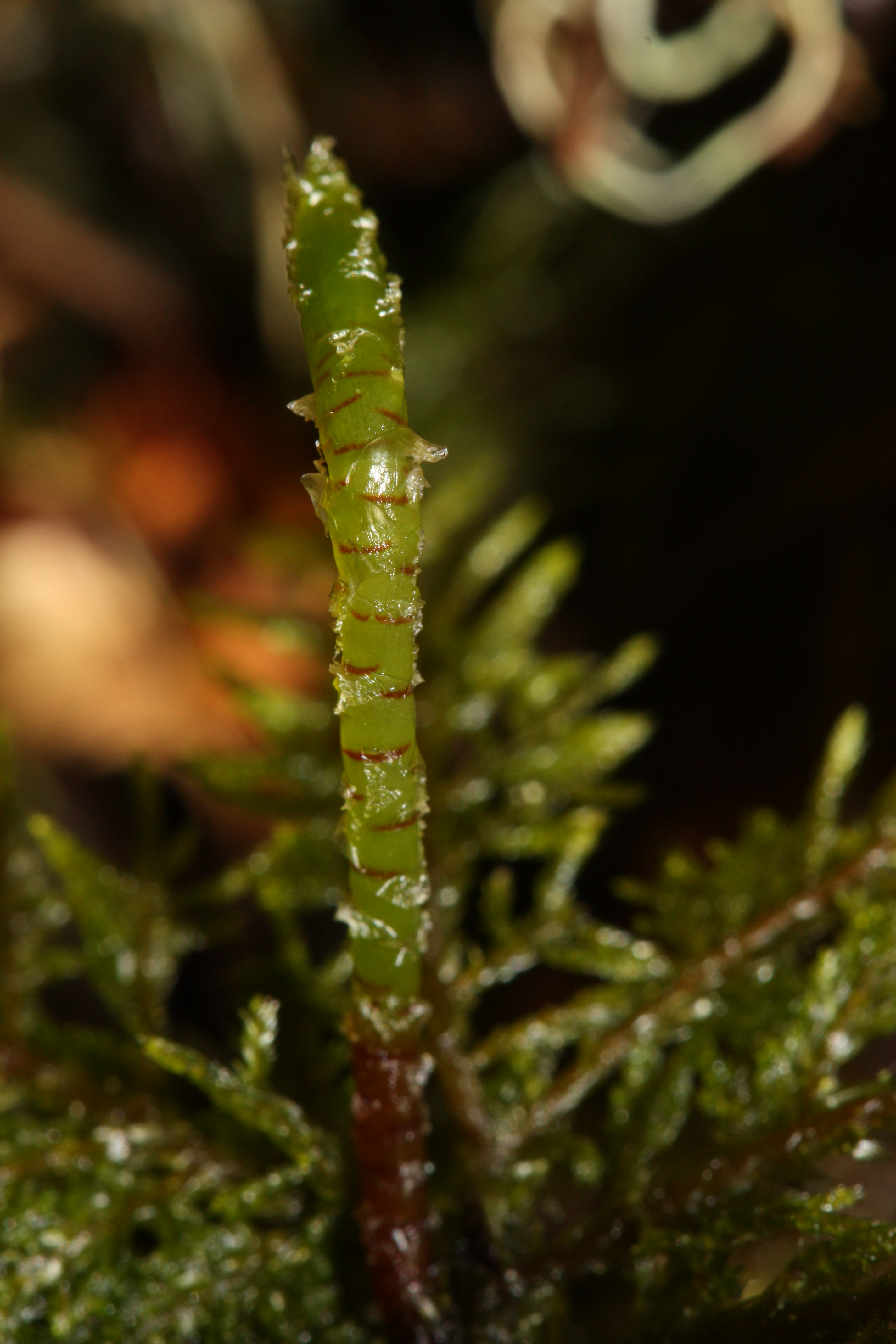
Vue rapprochée d'une jeune pousse (forêt nationale du Mont Baker-Snoqualmie)
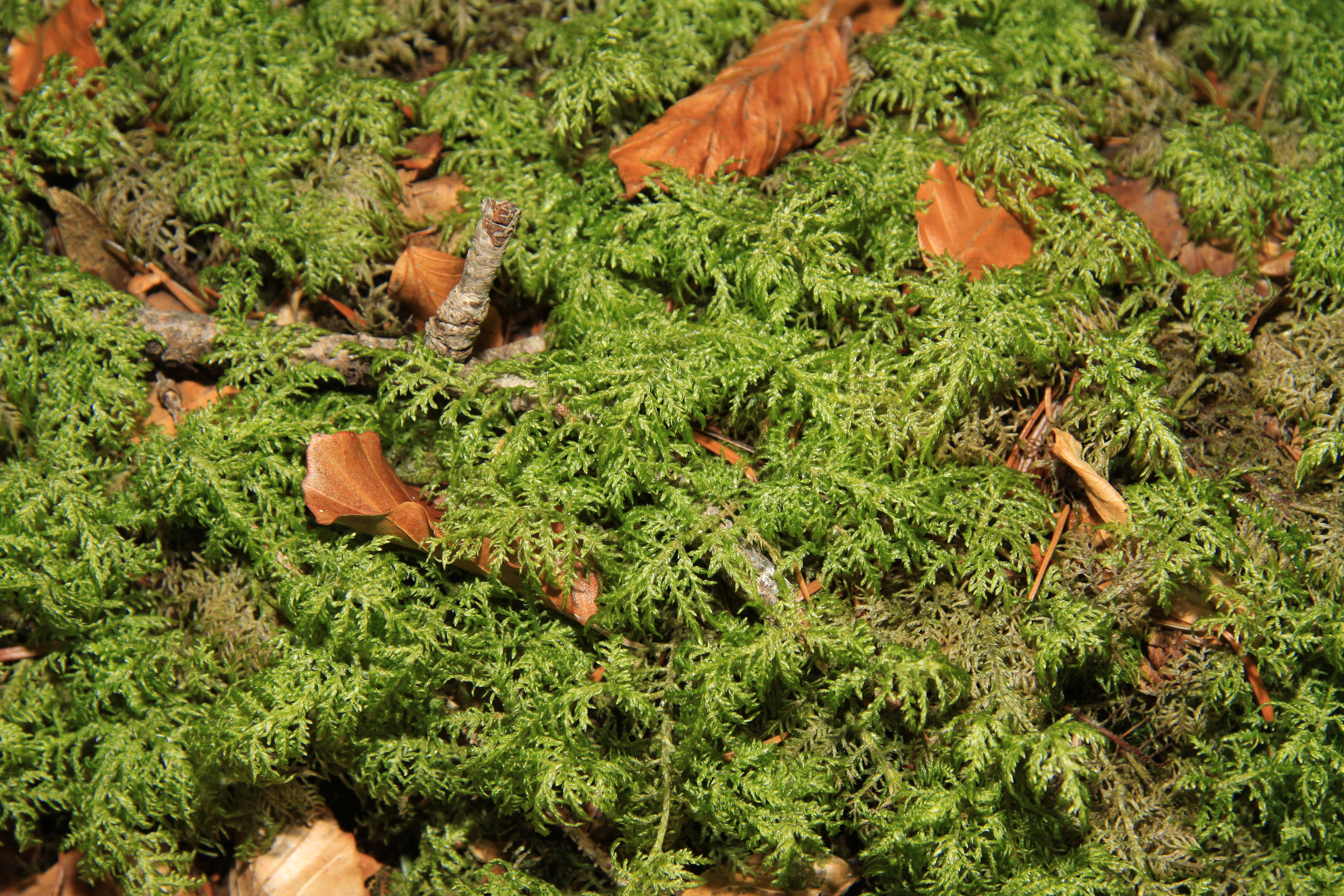
Aspect automnal d'un tapis de Hylocomium splendens (réserve naturelle de Ptaci stena)